# استاندارد

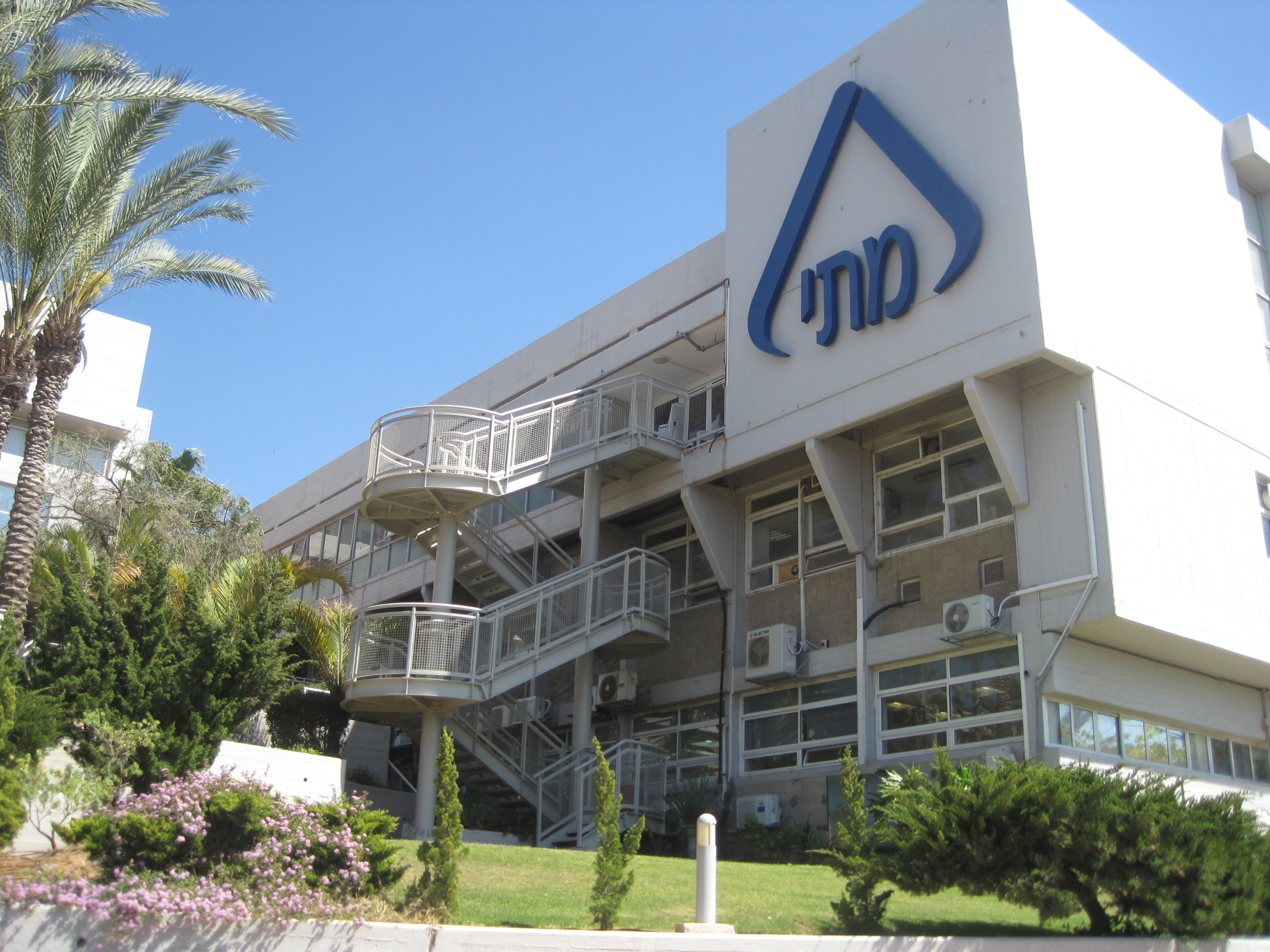
موسسه استاندارد اسرائیل

از دید اجتماعی آنچه بر پایه قرارداد، سنت، یا قانون، نمونه‌ای برای سرمشق به کار می‌رود و اجرای آن مورد پذیرش همه می‌شود استاندارد (به فرانسوی: Standard) گفته می‌شود.
از دید فنی، وضع قوانین و مقرارت برای تعیین کیفیت و مشخصات مطلوب یک کالا یا خدمات را استاندارد می‌گویند. استانداردها دارای چهار محور کاملاً مجزا، یعنی «ماهیت محصولات»، «امور مدیریتی»، «ارزیابی و انطباق‌ها» و «مسئولیت‌های اجتماعی» هستند.
همچنین داشتن نظم و معیار و تعیین اندازه و مهم‌تر از آن رعایت حدود و اندازه‌ها برای حفظ کیفیت زندگی اجتماعی و حتی زندگی شخصی بسیار ضروری و مفید است. در امور اجتماعی و اقتصادی و به‌ویژه امور صنعتی به این اندازه استاندارد می‌گویند.
پایه مان برابر واژه استاندارد به معنای آنچه باید در کارها و امور به عنوان پایه و اساس قرار بگیرد و بماند. این واژه به فرهنگستان زبان ایران پیشنهاد شده‌است.

## سطح های استاندارد
استانداردها بر پایه گستردگی دامنه تحت پوشش، دارای پنج سطح کارخانه‌ای، شرکتی (جامعه‌ای)، ملی، منطقه‌ای و بین‌المللی هستند.
- استاندارد کارخانه‌ای توسط یک کارخانه برای استفاده در همان واحد تدوین می‌شود. البته گاهی کارخانه‌ها، شرکت‌ها یا تشکیلاتی که در یک زمینه خاص فعالیت می‌کنند از طریق ایجاد یک جامعه یا انجمن، استانداردهای خاص خود را تدوین می‌کنند. مانند انجمن جوشکاری آمریکا (AWS)
- استاندارد ملی توسط مؤسسه استاندارد در یک کشور، با توجه به تمام شرایط خاص همان کشور، مانند: اقتصادی، اجتماعی، علمی و فنی تهیه می‌شود.
- استانداردهای منطقه‌ای توسط کشورهای عضو یک پیمان منطقه‌ای خاص تهیه می‌شود مانند: کمیته استاندارد اروپایی.
- استاندارد بین‌المللی توسط سازمانهای مربوط به منظور قابلیت استفاده بین‌المللی تهیه می‌شوند. مانند:ُ استانداردهای تهیه شده توسط سازمان بین‌المللی استانداردسازی (ایزو)، کمیسیون الکتروتکنیک بین‌المللی (IEC) یا اتحادیه بین‌المللی مخابرات (ITU)

مواردی که شامل استاندارد می‌شوند به گروه‌های زیر تقسیم می‌شوند.
1. مواد غذایی، بهداشتی و دارویی
2. شیمیایی و سلولزی
3. فلز و ریخته‌گری
4. ماشین آلات و تجهیزات
5. مواد معدنی غیرفلزی، مثل نمک
6. ارتباطات، الکترونیکی و الکتریکی
7. وسایل نقلیه موتوری
8. بافندگی و چرم و پوشاک